# ライオニウム
ライオニウムイオン（英: lyonium ion、またはリオニウムイオン）とは、溶媒分子にプロトンが1個だけ付加されてプロトン化してできたカチオン。
（例：水H2Oがプロトン化したヒドロニウムH3O+）